# Rhodocoma
Rhodocoma é um género botânico pertencente à família Restionaceae.

## Espécies
O género Rhodocoma inclui as seguintes espécies:
- Rhodocoma alpina H.P.Linder & Vlok
- Rhodocoma arida H.P.Linder & Vlok
- Rhodocoma capensis Nees ex Steud.
- Rhodocoma fruticosa (Thunb.) H.P.Linder
- Rhodocoma gigantea (Kunth) H.P.Linder
- Rhodocoma gracilis H.P.Linder & Vlok